# Neil Diamond (cineasta)

Neil Diamond é um cineasta Cree-Canadense que vive em Montreal, Quebec, Canadá, nascido e criado em Waskaganish, Quebec. Trabalhando com a Rezolution Pictures, Diamond dirigiu os documentários Reel Injun, The Last Explorer, One More River, Heavy Metal: A Mining Disaster in Northern Quebec e Cree Spoken Here, junto com três temporadas de DAB IYIYUU, uma serie para a Aboriginal Peoples Television Network sobre os anciãos Cree.
No docudrama de 2008, The Last Explorer, Diamond explorou a história de seu tio-avô, George Elson, um guia Cree que ajudou a mapear Labrador em uma expedição com Leonidas Hubbard e Dillon Wallace, e uma viagem de volta em 1905 com a viúva de Hubbard, Mina Hubbard.
Desde abril de 2011, Diamond está desenvolvendo um projeto com o cineasta Inuite Zacharias Kunuk asobre o conflito no século XVIII entre os Cree e os Inuites, que durou quase um século.

## Reel Injun
Reel Injun foi inspirado pelas próprias experiências de Diamond quando criança em Waskaganish, onde ele e outras crianças nativas brincavam de cowboys e índios após exibições locais de Westerns na sua remota comunidade. Diamond recorda-se que embora as crianças fossem de fato "índios", todas elas queriam ser os cowboys. Mais tarde, quando ele era velho o suficiente para mudar-se para o sul para estudar, ele foi questionado por não-indígenas se seu povo vivia em tipis e andava a cavalo, o que fez com que ele percebesse que as preconcepções das pessoas sobre os povos indígenas também derivavam-se dos filmes.

## Prêmios
Diamond recebeu o prêmio de melhor direção de Documentário no 2010 Gemini Awards por Reel Injun, e também o Peabody Award, em 2011.